# Nikita Morgounov
Pour les articles homonymes, voir Morgounov.
Nikita Leonidovitch Morgounov (en russe : Никита Леонидович Моргунов) est un basketteur russe né le 29 juin 1975 à Novokouznetsk.

## Club
- 1995-1997 :  CSKA Moscou
- 1997-1999 :  KK Aisčiai-Atletas
- 2000-2002 :  CSKA Moscou
- 2002-2002 :  Avtodor Saratov
- 2002-2003 :  MBC Dynamo Moscou
- 2003-2004 :  Makedonikós
- 2004-?? :  Triumph Lyubertsy

## Palmarès

### Sélection nationale
- Médaille d'argent Championnat du monde 1998 à Athènes, Grèce

### Championnat d'Europe de basket-ball
- Médaille d'or Championnat d'Europe 2007, Espagne